# درناهای بانو
درناهای بانو (نام علمی: Anthropoides) نام یک سرده از تیره کلنگان است.
واژهٔ لاتین Anthropoides، به معنی «انسان‌نما» است.

## گونه‌ها
- درنای آبی‌رنگ، Anthropoides paradisea
- درنای طناز، Anthropoides virgo